# Stallion Springs
Stallion Springs is een plaats (census-designated place) in de Amerikaanse staat Californië, en valt bestuurlijk gezien onder Kern County.

## Demografie
Bij de volkstelling in 2000 werd het aantal inwoners vastgesteld op 1522.

## Geografie
Volgens het United States Census Bureau beslaat de plaats een oppervlakte van
42,7 km², waarvan 42,6 km² land en 0,1 km² water.

## Plaatsen in de nabije omgeving
De onderstaande figuur toont nabijgelegen plaatsen in een straal van 32 km rond Stallion Springs.